# Rynkoxbär
Rynkoxbär (Cotoneaster bullatus) är en rosväxtart som beskrevs av Désiré Georges Jean Marie Bois. Cotoneaster bullatus ingår i släktet oxbär och familjen rosväxter. Arten är reproducerande i Sverige.

## Underarter
Arten delas in i följande underarter:
- C. b. camilli-schneideri
- C. b. floribundus
- C. b. macrophyllus

## Bildgalleri

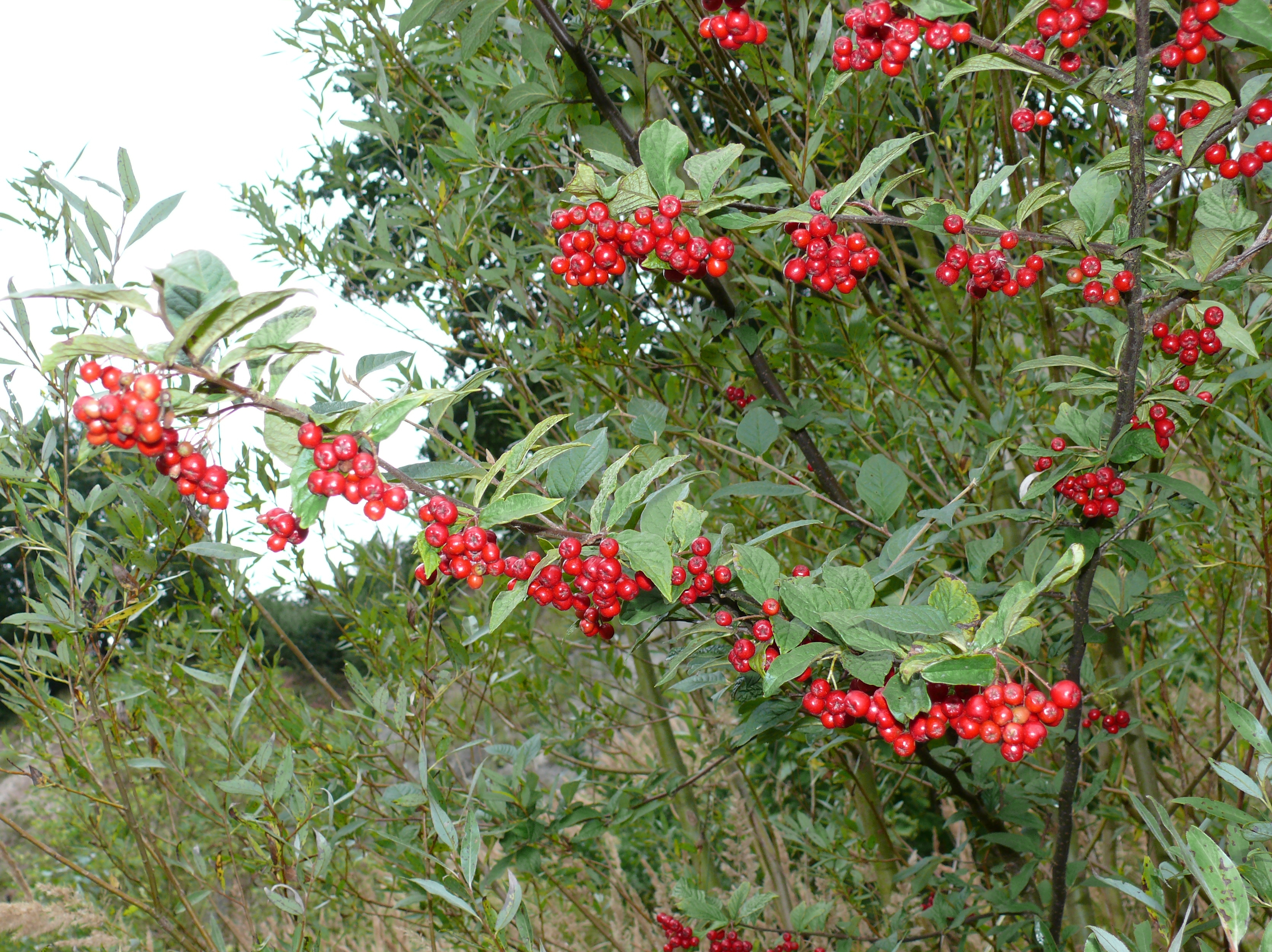